# Андреа Проске
Андреа Проске (англ. Andrea Proske; нар. 27 червня 1986) — канадська веслувальниця, олімпійська чемпіонка 2020 року.

## Виступи на Олімпіадах
| Олімпіада  | Дисципліна | Місце |
| ---------- | ---------- | ----- |
| Токіо 2020 | вісімки    | 1     |

## Зовнішні посилання
- Андреа Проске [Архівовано 30 липня 2021 у Wayback Machine.] на сайті FISA.

1. 1 2 3  Andrea Proske
2. ↑  https://olympique.ca/team-canada/andrea-proske/
3. ↑  https://olympics.com/tokyo-2020/olympic-games/en/results/rowing/athlete-profile-n1433279-proske-andrea.htm